# Korostyšivský rajón
Korostyšivský rajón (ukrajinsky Коростишівський район) byl rajón v Žytomyrské oblasti na Ukrajině. Hlavním městem byl Korostyšiv a rajón měl přibližně 40 tisíc obyvatel. 

## Sídla v rajónu
- Korostyšiv